# Review of Managerial Science
Das Review of Managerial Science (RMS) ist eine wissenschaftliche Fachzeitschrift der Betriebswirtschaftslehre. 
Die Zeitschrift wurde im Jahr 2007 von den Professoren Ralf Ewert (Universität Graz) und Wolfgang Kürsten (Universität Jena) gegründet und wird seitdem beim Springer-Verlag herausgegeben. Seit dem Jahr 2021 fungiert Professor Sascha Kraus (Universität Bozen) als weiteres Mitglied der Chefredaktion, die von derzeit 14 Mitherausgebern aus 7 Ländern unterstützt wird.
Das RMS ist eine führende internationale Zeitschrift, in der wichtige Fortschritte im Bereich der Betriebswirtschaftslehre bzw. des Managements in derzeit 8 Ausgaben pro Jahr mit einem Inhalt von ca. 2600 Seiten veröffentlicht werden. Bei den Beiträgen handelt es sich um originäre Forschungsarbeiten von hoher Qualität sowie instruktive Übersichtsartikel zu verschiedensten Teilbereichen der Managementforschung.
Die Themengebiete des RMS umfassen insbesondere Accounting, Banking, Unternehmensstrategie, Corporate Governance, Entrepreneurship, Finanzstruktur und Kapitalmärkte, Gesundheitsökonomie, Personalmanagement, Informationssysteme, Innovationsmanagement, Marketing, Organisation, Produktion und Logistik, Risikomanagement, Wirtschaftsprüfung und Steuern. Das Journal ist dabei offen für verschiedene methodische Ansätze (z. B. analytische Modellierung, empirische Forschung, experimentelle Untersuchungen, methodisch-konzeptionelle Überlegungen etc.).

## Reputation
Das Zeitschriften-Ranking VHB-JOURQUAL 3 (2015) und 4 (2024) stuft RMS in die Kategorie „B“ ein, das britische AJG/ABS auf der Ebene „2“, und das italienische ANVUR-Ranking auf „A“. Das Journal hat weiterhin einen Journal Impact Factor (Clarivate) von 5.4 (2021) und einen CiteScore (Elsevier) von 8.0 (2021).